# Chassenard
Chassenard település Franciaországban, Allier megyében. Lakosainak száma 1030 fő (2022. január 1.). Chassenard Luneau, Molinet, Saint-Léger-sur-Vouzance, Digoin, L’Hôpital-le-Mercier, Saint-Yan és Varenne-Saint-Germain községekkel határos.

## Népesség
A település népességének változása:
| Lakosok száma | 888  | 959  | 1017 | 898  | 961  | 965  | 989  | 1028 | 1030 | 1030 |
|               | 1968 | 1982 | 1990 | 2006 | 2013 | 2015 | 2017 | 2019 | 2020 | 2022 |